# Tinnerö eklandskap
Tinnerö eklandskap este o arie protejată (arie specială de conservare — SAC, sit de importanță comunitară — SCI, arie de protecție specială avifaunistică — SPA) din Suedia întinsă pe o suprafață de 616,4 ha, integral pe uscat.

## Localizare
Centrul sitului Tinnerö eklandskap este situat la coordonatele 58°22′08″N 15°36′46″E / 58.369°N 15.6129°E.

## Înființare
Situl Tinnerö eklandskap a fost declarat sit de importanță comunitară în ianuarie 2002 pentru a proteja 8 specii de animale. Alte tipuri de protecție:
- arie de protecție specială avifaunistică (în mai 2006)[2]
- arie specială de conservare (în martie 2011)[1][3][4]

## Biodiversitate
Situată în ecoregiunea boreală, aria protejată conține 7 habitate naturale: Fânețe de joasă altitudine (Alopecurus pratensis, Sanguisorba officinalis), Pajiști fino-scandinave uscate până la mezice, bogate în specii de altitudine mică, Pajiști cu Molinia pe soluri calcaroase, turboase sau argilos-nămoloase (Molinion caeruleae), Mlaștini împădurite, Lacuri eutrofice naturale cu vegetație de tip Magnopotamion sau Hydrocharition, Pajiști uscate seminaturale și facies de acoperire cu tufișuri pe substraturi calcaroase (Festuco-Brometalia) (* situri importante pentru orhidee), Pășuni din zone de pădure fino-scandinave.
La baza desemnării sitului se află mai multe specii protejate:
- păsări (7): cocoșul de mesteacăn (Bonasa bonasia), cristeiul de câmp (Crex crex), ciocănitoare neagră (Dryocopus martius), ciuvică (Glaucidium passerinum), sfrâncioc roșiatic (Lanius collurio), viespar (Pernis apivorus), corcodel-urechiat (Podiceps auritus)
- nevertebrate (1): Osmoderma eremita